# Тигрова риба
Обикновената тигрова риба (Hydrocynus brevis) е вид лъчеперка от семейство Alestidae. Видът не е застрашен от изчезване.

## Разпространение и местообитание
Разпространен е в Бенин, Буркина Фасо, Гамбия, Гана, Гвинея, Египет, Етиопия, Камерун, Мавритания, Мали, Нигер, Нигерия, Сенегал, Того, Чад и Южен Судан.
Обитава сладководни басейни, морета и реки.

## Описание
На дължина достигат до 86 cm, а теглото им е максимум 8250 g.